# 米幹
米干（英語：Thomas Megan，1899年4月12日—1951年10月4日；聖名：多默），是天主教美國籍神父及聖言會會士。曾任河南省新鄉宗座監牧區宗座監牧（1936年-1948年）。

## 生平
米干為愛爾蘭裔，出生於1899年4月12日，美國愛荷華州中部哈丁縣的城市埃爾多拉。1920年，20歲時加入聖言會會士及宣發初願，並在1923年宣發永願。1926年5月29日，米干在27歲時於美國芝加哥總教區聖名主教座堂由喬治·莫德林樞機晉鐸，被派往中國河南省傳教。
1936年7月7日，聖座從衛輝府宗座代牧區劃出河南省北部的12個縣，設立新鄉宗座監牧區，由聖言會會士負責管理。同時，時任教宗庇護十一世任命48歲的米干神父成為新鄉宗座監牧區首任宗座監牧。
1948年榮休及返回美國，由舒德神父接任成為新鄉宗座監牧。1951年10月4日，米干神父在美國密西西比州南部福雷斯特縣的城市哈蒂斯堡去世，享年52歲。他被埋葬在密西西比州貝聖路易斯聖奧思定修院墓地。